# Rotschnabelhokko
Der Rotschnabelhokko (Crax blumenbachii), in Brasilien als Mutum-do-sudeste bezeichnet, ist ein sehr seltener Vogel aus der Familie der Hokkohühner.

## Entdeckung
Der Rotschnabelhokko wurde erstmals 1825 von Johann Baptist von Spix beschrieben und war lange Zeit nur durch Anekdoten von Naturforschern wie Prinz Maximilian zu Wied-Neuwied bekannt, der ihn 1816 entdeckt hatte. Benannt wurde er nach Johann Friedrich Blumenbach, einem bekannten deutschen Anthropologen und Lehrer von Prinz zu Wied-Neuwied. Im August 1939 unternahm der deutsche Ornithologe Helmut Sick eine Expedition in den brasilianischen Bundesstaat Espírito Santo und sichtete die ersten Exemplare des Rotschnabelhokkos in freier Wildbahn am Rio Cupido und am Rio Doce bei Linhares. Vor dieser Entdeckung gelangten zwei Exemplare in den Zoo von New York und drei Museumsexemplare nach Europa.

## Merkmale
Diese Vögel können eine Länge von 84 cm erreichen. Das Gefieder der Männchen ist glänzend schwarz mit einem leichten grünlich-blauen Schimmer. Der Schwanz ist schwarz. Der Bürzel und die Unterschwanzdecken sind weiß. Auf dem Kopf befindet sich ein schwarzer Kamm aus gewellten Federn. Den dunkelbraunen Schnabel mit schwarzer Spitze ziert eine rot-orange Wölbung mit Karunkeln. Die dunkelbraunen, fast schwarzen Augen sind von einer violettbraunen Gesichtshaut umgeben, ansonsten ist das Gesicht schwarz befedert. Die langen Beine sind schwarz gefärbt. Das Weibchen hat zimt-rötlichbraune Unterschwanzdecken und Bürzel. Die Oberseite und der Schwanz sind schwarz wie bei den Männchen, sie haben aber eine größere Anzahl ziemlich unauffälliger rötlichbrauner bis kastanienfarbener wellenförmiger Bänder auf den Flügeln sowie am Schwanz und am Unterbauch. Der kürzere Kamm ist schwarz und hat gewöhnlich drei eng beieinander liegende weiße Federn. Der Schnabel und die Wachshaut darüber sind matt schwarz. Sie haben keine Karunkel und keine Wölbung auf dem Schnabel aber eine kleine Schwellung. Die Augen sind hellbraun und viel blasser als bei den Männchen. Die Farbe der Beine variiert von matt fleischrot bis matt rosa.

## Lebensweise
Es werden zwei Eier im Abstand von 48 Stunden gelegt. Die Jungen schlüpfen nach einer Inkubationszeit von 28 – 30 Tagen. Die Nahrung des Rotschnabelhokkos besteht aus Früchten, Samen und Insekten, die er vom Boden aufpickt. Das Höchstalter kann bis zu 20 Jahre (in Gefangenschaft) betragen.

## Gefährdung und Schutz
Weniger als 250 Exemplare existieren noch in freier Wildbahn, verteilt auf vier oder fünf Reservate. Die größten Populationen befinden sich mit 60 Exemplaren im Sooretama Reserve und mit 100 Exemplaren im Linhares Forest Reserve in Espírito Santo.
Derzeit bemühen sich 14 Europäische Zoos (darunter Chester Zoo, Kölner Zoo, Vogelpark Walsrode, Cracid Breeding Center, Zutendaal, Belgien, Diergaarde Blijdorp, Rotterdam) im Rahmen des EEP eine Population in menschlicher Obhut aufzubauen. Erfreulicherweise gelang es, Rotschnabelhokkos in Gefangenschaft erfolgreich zu züchten, sodass der Bestand in freier Wildbahn durch Auswilderung aufgestockt werden kann.